# 艾瑟訥斯貝格爾山

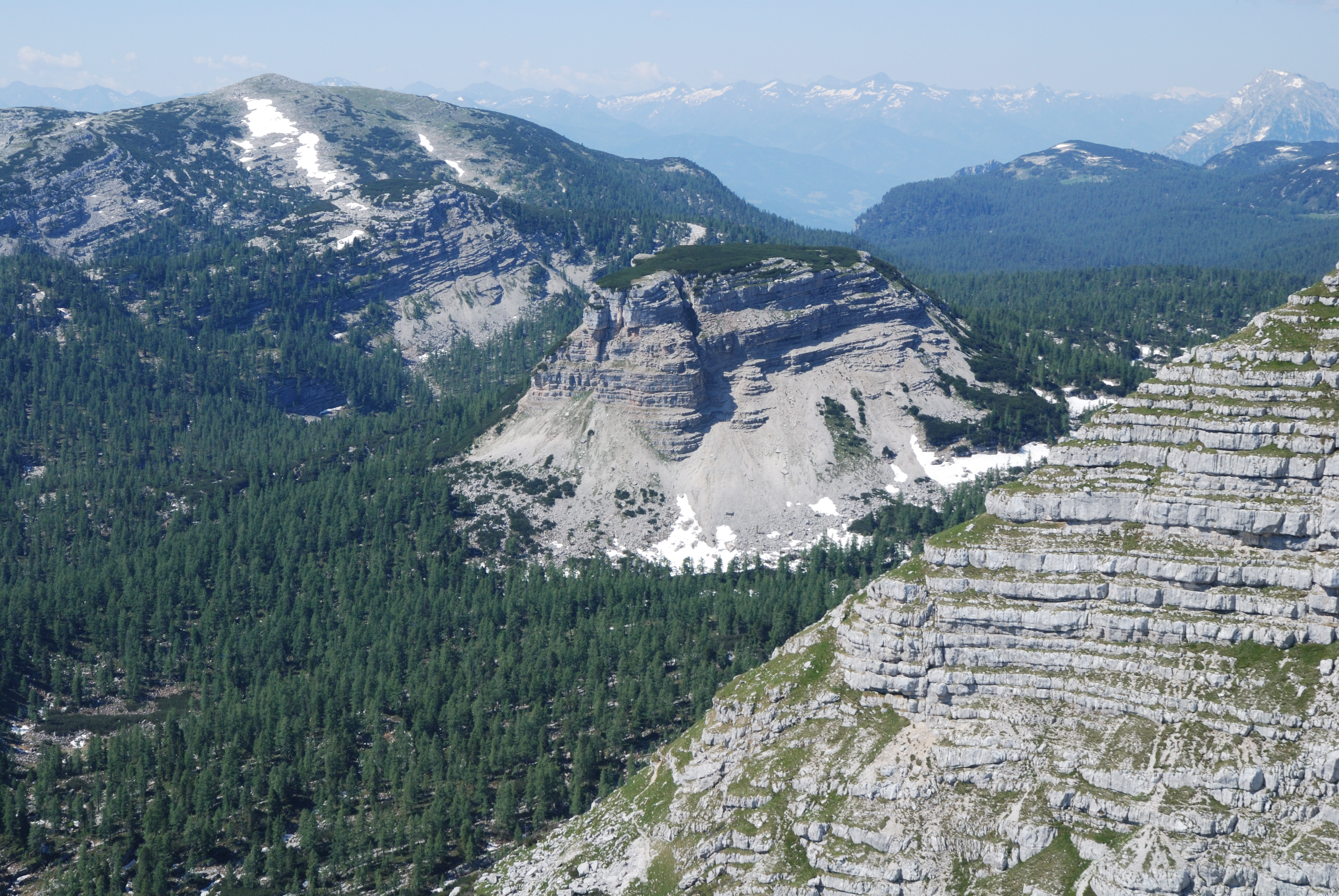

47°38′15″N 14°14′25″E / 47.63750°N 14.24028°E
艾瑟訥斯貝格爾山（德語：Eisernes Bergl），是奧地利的山峰，位於該國北部，由上奧地利州負責管轄，屬於托特斯山脈的一部分，海拔高度1,955米，每年平均降雨量1,578毫米。